# مینوتا اسلاوی
مینوتا اسلاوی (روسی: Минута славы، آوانگاری Minuta slavy؛ IPA: [mʲɪˈnutə ˈslavɨ]) مسابقه نمایش استعدادهای تلویزیونی روسی است که از سری گات تلنت و در فوریه ۲۰۰۷ در شبکه یک روسیه آغاز شده‌است.